# Another World (singel)
Another World – singel oraz utwór brytyjskiej piosenkarki i DJ-ki Sonique nagrany we współpracy z niemieckim DJ-em i producentem Tomcraftem (jako Sonique On Tomcraft). Ukazał się on w Niemczech, Austrii oraz Szwajcarii 13 grudnia 2004 (wydanie CD i 12"). Utwór pochodzi z albumu On Kosmo. Na singel składa się tylko utwór tytułowy w czterech (CD) lub dwóch wersjach (12").

## Lista utworów

### CD
1. Another World (Video Edit) (3:45)
2. Another World (Club Radio Edit) (3:42)
3. Another World (Extended Club Mix) (7:51)
4. Another World (Matthew Bradley Pres. Mashtronic Remix) (7:48)

Video – Another World

### 12"
| A. | Another World (Extended Club Mix) (7:54)                      |  |
|    |                                                               |  |
| B. | Another World (Matthew Bradley Pres. Mashtronic Remix) (7:48) |  |
|    |                                                               |  |